# Бутылка (единица объёма)
Бутылка — русская единица измерения объёма жидкости, применявшаяся до введения метрической системы мер. Появилась при Петре I. Различали два вида бутылки — винную и водочную:
- 1 винная бутылка (мерная бутылка) = 1/16 ведра = 1/2 осьмерикового штофа = 0,7686875 л.
- 1 водочная бутылка (пивная бутылка, торговая бутылка, полуштоф) = 1/20 ведра = 1/2 десятерикового штофа = 0,61495 л.